# Управление водными ресурсами
Управление водными ресурсами — это деятельность по планированию, разработке, распределению и управлению оптимальным использованием водных ресурсов.
Управление водными ресурсами это один из аспектов управления водным циклом. Вода необходима для нашего выживания. Область управления водными ресурсами должна будет продолжать адаптироваться к текущим и будущим проблемам, стоящим перед распределением воды. В условиях растущей неопределённости глобального изменения климата и долгосрочных последствий управленческих действий процесс принятия решений будет ещё более сложным. Вполне вероятно, что продолжающееся изменение климата приведет к ситуациям, с которыми ещё не сталкивались. В результате изыскиваются альтернативные методы управления, чтобы избежать сбоев в распределении водных ресурсов.
В идеале планирование управления водными ресурсами учитывает все конкурирующие потребности в воде и стремится распределять воду на справедливой основе для удовлетворения всех видов использования и потребностей. Как и в случае с другими, это редко возможно на практике.
Одной из самых больших проблем для наших водных ресурсов в будущем является устойчивость текущего и будущего распределения водных ресурсов. По мере того, как вода становится дефицитной, важность управления водными ресурсами значительно возрастает — поиск баланса между потребностями людей и важным этапом обеспечения устойчивости водных ресурсов в окружающей среде.

## Обзор
Вода является важнейшим ресурсом для всей жизни на планете. Из водных ресурсов на Земле только 2,5 процента являются пресными. Две трети пресной воды заперты в ледяных шапках и ледниках. Из оставшегося одного процента пятая часть находится в отдаленных, труднодоступных районах, и большое количество сезонных осадков во время наводнений не может быть легко использовано. С течением времени воды становится все меньше; доступ к чистой, безопасной питьевой воде в разных странах ограничен. В настоящее время только около 0,08 процента всей пресной воды в мире эксплуатируется человечеством в условиях постоянно растущего спроса на санитарию, питьевую воду, производство, досуг и сельское хозяйство. Из-за небольшого процента оставшейся воды оптимизация пресной воды, оставшейся у нас из природных ресурсов, была постоянной проблемой в нескольких местах по всему миру.
Значительные усилия в области управления водными ресурсами направлены на оптимизацию использования воды и минимизацию воздействия водопользования на окружающую среду. Наблюдение за водой как неотъемлемой частью экосистемы основано на комплексном управлении водными ресурсами, где количество и качество экосистемы помогают определить характер природных ресурсов.
Как ограниченный ресурс, водоснабжение представляет собой проблему. Этот факт предполагается проектом DESAFIO (Демократизация управления водоснабжением и санитарией с помощью социально-технических инноваций), который был разработан в течение 30 месяцев и финансировался Седьмой Рамочной программой Европейского Союза по исследованиям, технологическому развитию и демонстрации. Перед этим проектом стояла сложная задача для развивающихся областей: устранение структурного социального неравенства в доступе к необходимым услугам в области водоснабжения и здравоохранения. Инженеры DESAFIO работали над системой очистки воды, работающей на солнечной энергии и фильтрах, которая обеспечивает безопасной водой очень бедную общину в штате Минас-Жерайс.
Успешное управление любыми ресурсами требует точного знания имеющихся ресурсов, способов их использования, конкурирующих потребностей в ресурсах, мер и процессов оценки значимости и ценности конкурирующих потребностей, а также механизмов преобразования политических решений в действия на местах. В целом, новые участники управления должны создавать новый опыт и делиться своим опытом с посторонними, чтобы распространить послание правительства, чтобы сделать эту новую политику.
Для превращения воды в ресурс это особенно сложно, поскольку источники воды могут пересекать многие национальные границы, а использование воды сопряжено с трудностями в определении финансовой стоимости, а также может быть трудно управлять в обычных условиях. Примеры включают редкие виды или экосистемы или очень долгосрочную ценность древних запасов подземных вод, иногда известных как ископаемая вода.

## Сельское хозяйство
Сельское хозяйство является крупнейшим потребителем пресноводных ресурсов в мире, потребляя 70 процентов. По мере роста мирового населения оно потребляет больше продовольствия (в настоящее время превышает 6 %, ожидается, что к 2050 году оно достигнет 9 %), расширяются промышленность и развитие городов, а формирующаяся торговля биотопливными культурами также требует доли пресноводных ресурсов, нехватка воды становится важной проблемой. Оценка управления водными ресурсами в сельском хозяйстве была проведена в 2007 году Международным институтом управления водными ресурсами в Шри-Ланке, чтобы выяснить, достаточно ли воды в мире для обеспечения продовольствием растущего населения или нет. Она оценила текущую доступность воды для сельского хозяйства в глобальном масштабе и наметила районы, страдающие от нехватки воды. Было установлено, что пятая часть населения мира, более 1,2 миллиарда человек, живёт в районах с физической нехваткой воды, где не хватает воды для удовлетворения всех их потребностей. Ещё 1,6 миллиарда человек живут в районах, испытывающих экономический дефицит воды, где отсутствие инвестиций в водоснабжение или недостаточный человеческий потенциал не позволяют властям удовлетворить спрос на воду.
В докладе говорится, что в будущем можно будет производить необходимые продукты питания, но сохранение сегодняшних тенденций в области производства продовольствия и охраны окружающей среды приведет к кризисам во многих частях мира. Что касается производства продовольствия, то Всемирный банк рассматривает сельскохозяйственное производство продовольствия и управление водными ресурсами как все более глобальный вопрос, который способствует важным и растущим дискуссиям. Авторы книги «Вне воды: от изобилия к дефициту и как решить мировые водные проблемы», в которой изложен план из шести пунктов для решения мировых водных проблем. К ним относятся: 1) Улучшение данных, связанных с водой; 2) Охрана окружающей среды; 3) Реформа управления водными ресурсами; 4) Активизация использования водных ресурсов в сельском хозяйстве; 5) Управление городским и промышленным спросом; и 6) Расширение прав и возможностей бедных и женщин в области управления водными ресурсами. Чтобы избежать глобального водного кризиса, фермерам придется стремиться к повышению производительности для удовлетворения растущих потребностей в продовольствии, в то время как промышленность и города найдут способы более эффективного использования воды.

## Управление водными ресурсами в городских условиях
Несущая способность Земли значительно возрастает в связи с технологическим прогрессом и урбанизацией, которые вызваны увеличением экономических возможностей. Эта быстрая урбанизация происходит во всем мире, но в основном наблюдается в новых странах с растущей экономикой и развивающихся странах. По прогнозам, число мегаполисов будет расти, достигнув количества примерно 50 в 2025 году. В развивающихся странах дефицит воды является чрезвычайно распространенной и распространенной проблемой. Глобальные ресурсы пресной воды истощаются в восточном полушарии даже быстрее, чем на полюсах. В настоящее время миллионы людей живут в условиях нехватки пресной воды. Это вызвано загрязненными ресурсами пресной воды, чрезмерно эксплуатируемыми ресурсами подземных вод, недостаточными возможностями по сбору урожая в прилегающих сельских районах, плохо построенными и обслуживаемыми системами водоснабжения, большим объёмом неформального водопользования и недостаточным техническим и водохозяйственным потенциалом.
В районах, прилегающих к городским центрам, сельское хозяйство конкурирует с промышленностью и муниципальными потребителями за безопасное водоснабжение. В результате этой конкуренции традиционные источники воды загрязняются городским стоком. Поскольку города предлагают наилучшие возможности для продажи продукции, у фермеров часто нет альтернативы использованию загрязненной воды для орошения своих посевов. В зависимости от того, насколько развита очистка сточных вод в городе, использование этой воды может представлять значительную опасность для здоровья. Сточные воды из городов могут содержать смесь загрязняющих веществ. Сточные воды из кухонь, туалетов и стоков дождевой воды обычно содержат чрезмерное количество питательных веществ, солей и широкий спектр патогенов. Также могут присутствовать тяжёлые металлы, а также следы антибиотиков и эндокринных разрушителей, таких как эстрогены.
Развивающиеся страны, как правило, имеют самые низкие уровни очистки сточных вод, хотя в некоторых пустынных городах развивающихся стран инновационное сотрудничество между государственным и частным секторами позволило увеличить очистку сточных вод до более чем местного потенциала повторного использования. Часто вода, которую фермеры используют для орошения сельскохозяйственных культур, загрязнена патогенами из сточных вод. Патогены, представляющие наибольшую угрозу — это бактерии, вирусы и паразитические черви. Эти патогены непосредственно влияют на здоровье фермеров и косвенно влияют на потребителей, если они едят зараженные культуры. Распространенные заболевания включают диарею, которая ежегодно убивает 1,1 миллиона человек и является второй по распространенности причиной детской смертности. Многие вспышки холеры также связаны с использованием плохо очищенных сточных вод. Поэтому усилия по сокращению загрязнения пресной воды играют большую роль в борьбе за глобальное здоровье.
Ученые работают над тем, чтобы найти способы уменьшить загрязнение пищевых продуктов, используя метод, называемый «многобарьерным подходом». Это включает в себя анализ процесса производства продуктов питания от выращивания сельскохозяйственных культур до их продажи на рынках и, в конечном итоге, их потребления. Барьеры включают внедрение более безопасных методов орошения, содействие очистке сточных вод на фермах, искоренение патогенов и эффективную очистку посевов после сбора урожая на рынках и в ресторанах.

### Городская система поддержки принятия решений (UDSS)
Городская система поддержки принятия решений (UDSS) — это управляемая данными городская система управления водными ресурсами, которая использует датчики, подключенные к водным приборам в городских резиденциях, для сбора данных об использовании воды. Система была разработана с инвестициями Европейской комиссии в размере 2,46 миллиона евро для улучшения поведения домашних хозяйств в области потребления воды. Информация о приборах и средствах, таких как посудомоечные машины, душевые кабины, стиральные машины, краны, записывается по беспроводной сети и отправляется в приложение UDSS на мобильном устройстве пользователя. Затем UDSS может проанализировать и показать домовладельцам, какие приборы используют больше всего воды, и какого поведения или привычек следует избегать, чтобы уменьшить потребление воды. Это позволяет людям более экономично управлять своим потреблением. UDSS базируется в области науки управления в Школе бизнеса и экономики Университета Лафборо, в частности, в Системе поддержки принятия решений в области бенчмаркинга воды в домашних хозяйствах, возглавляемой доктором Лили Янг.